# Diebstahl des goldenen Leibnizkekses

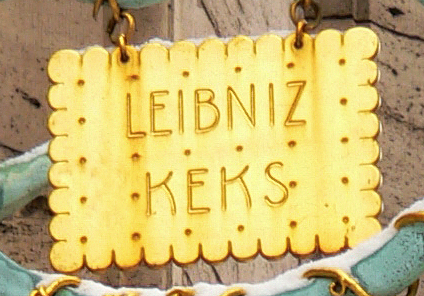
Der entwendete Leibniz-Keks an der Fassade des Unternehmens Bahlsen (2006)

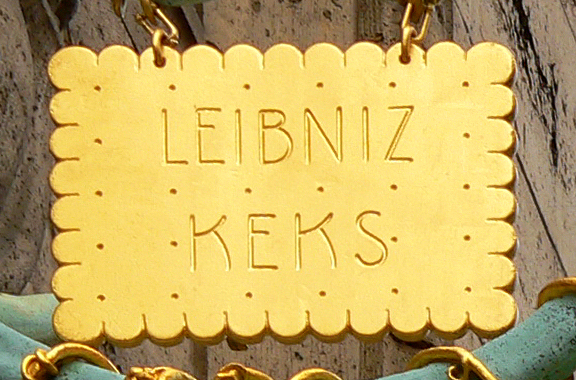
Der nach dem Diebstahl restaurierte und wieder aufgehängte Keks (2013)

Der Diebstahl des goldenen Leibnizkekses, in der Presse auch als Krümelmonster-Krimi oder Krümelgate bezeichnet, ist ein Diebstahl, der sich im Jahr 2013 in der niedersächsischen Landeshauptstadt Hannover ereignete und für ein großes Medienecho im In- und Ausland sorgte.

## Hergang
Anfang 2013, spätestens am 21. Januar 2013, wurde der „goldene Leibnizkeks“ an der Fassade des Firmensitzes des Gebäckherstellers Bahlsen von bis heute (2023) unbekannten Dieben entwendet. Dabei handelt es sich um eine vergoldete, rund 20 Kilogramm schwere Darstellung eines Leibniz-Kekses aus Messing, die der Bildhauer Georg Herting mit den Fassadenfiguren Brezelmänner um 1910 schuf. Kurz nach dem Diebstahl erhielten die Hannoversche Allgemeine Zeitung und Bahlsen ein Bekennerschreiben mit erpresserischem Inhalt. In dem Schreiben, dem ein Foto eines mit dem Keks posierenden Unbekannten in einem Krümelmonsterkostüm beilag, wurden eine Schokoladenkeks-Spende an das Kinderkrankenhaus auf der Bult sowie die Spende der Belohnungssumme in Höhe von 1.000 € an ein Tierheim in Langenhagen gefordert. Andernfalls komme der goldene Keks „zu Oskar in die Mülltonne“.
In einer Pressekonferenz am 30. Januar weigerte sich Bahlsen jedoch, auf die Forderungen des Erpressers einzugehen. Stattdessen bot das Unternehmen an, im Falle einer Rückgabe 52.000 Kekspackungen an 52 soziale Einrichtungen zu spenden. Daraufhin erklärte sich der Täter in einem zweiten Schreiben vom 4. Februar unter Nennung des Bahlsen-Geschäftsführers Werner Michael Bahlsen bereit, den Keks zurückzugeben. Er wurde schließlich am 5. Februar aufgefunden, befestigt mit einer roten Schleife am Bronzestandbild des Niedersachsen-Pferdes vor der Leibniz-Universität in Hannover. Die Polizei bestätigte, dass es sich dabei um den gestohlenen Keks handelte, und ermittelte gegen die unbekannten Täter wegen Diebstahl und Erpressung. Den gefundenen Keks untersuchte das Landeskriminalamt Niedersachsen kriminaltechnisch auf Finger-, DNA- und Faserspuren.
In einem dritten Schreiben vom 7. Februar forderte das Krümelmonster Bahlsen zur Einhaltung ihres Versprechens auf. Am 8. Februar bestätigte das Unternehmen, dass man an der gegebenen Zusage festhalte, und forderte alle interessierten gemeinnützigen Einrichtungen auf, sich für eine Keksspende zu bewerben.
Am 14. Februar 2013 strahlte das Fernsehmagazin RTL Explosiv ein anonymes Interview mit drei Männern und einer Frau aus, die sich als die Täter bezeichneten. Nach der Rückgabe des Kekses wandelte die Staatsanwaltschaft Hannover die ursprünglich angenommenen Tatbestände der versuchten Erpressung und des Diebstahls in Sachbeschädigung um. Einen Tag später, am 14. März, gab Bahlsen die per Los bestimmten Empfänger der Keksspenden bekannt und begann mit der Auslieferung. Im Mai 2013 stellte die Staatsanwaltschaft Hannover das Verfahren ein, da die Identität der Täter nicht ermittelt werden konnte.

## Reaktionen
Der Vorfall fand große Aufmerksamkeit in der nationalen wie internationalen Presse. Laut dem Unternehmermagazin Markt und Mittelstand war das Unternehmen aufgrund des Vorfalls zwischen dem 24. Januar 2013 und dem 11. Februar 2013 595-mal in der deutschen Tages- und Wochenpresse vertreten, Onlineberichterstattung und soziale Netzwerke nicht eingerechnet. Im Vergleich dazu war das Unternehmen im Zeitraum des vorherigen Jahres gerade einmal 22-mal Teil der Berichterstattung. Für eine ähnliche Reichweite durch Anzeigenschaltung errechnete das Magazin einen notwendigen Werbeetat im Gegenwert von etwa 1,7 Millionen Euro, während es die tatsächlichen Kosten der Keks-Spendenaktion im Bereich von weniger als 40.000 Euro vermutete. Die Medienaufmerksamkeit veranlasste auch die Produzenten der Sesamstraße, über den Twitter-Account des „echten“ Krümelmonsters ein Dementi zu veröffentlichen, in dem es eine Verwicklung in den Fall entschieden bestritt.

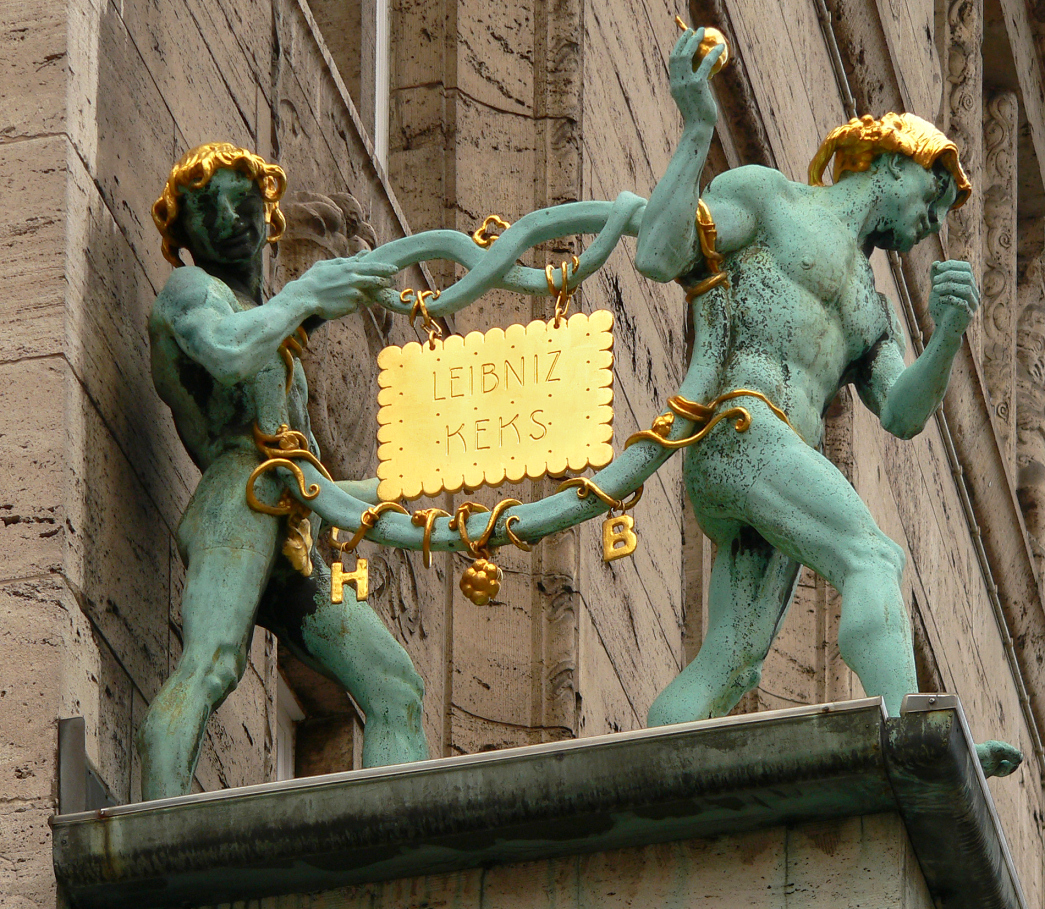
Der im Juli 2013 wieder aufgehängte und restaurierte Keks an den Fassadenfiguren der Brezelmänner

Die Aktion führte zu Spekulationen, es handele sich lediglich um eine geschickt eingefädelte Marketingaktion (Guerilla-Marketing). Auffällig sei unter anderem gewesen, dass die Sesamstraße im selben Jahr ihr 40. Jubiläum feiere. Auch bedienten sich sowohl Täter als auch Unternehmen einer auffälligen, im Zusammenhang mit Bahlsen stehenden Symbolik: in Anlehnung an die 52 Zähne des Kekses wurden an 52 Einrichtungen 52.000 Kekspackungen verschenkt, die Keks-Rückgabe erfolgte am 5. Februar (5.2.) auf dem Gelände der nach dem hannoverschen Hofbibliothekar und Keks-Namenspatron Gottfried Wilhelm Leibniz benannten Universität. Allerdings verfügt der entwendete Keks gegenüber der heutigen Keksform mit 52 Zähnen nur über 34 Zähne.
Eine Wiesbadener Werbeagentur unterbreitete den Tätern noch vor Rückgabe des Kekses mittels großformatiger Stellenanzeigen in mehreren Medien eine Anstellung als PR-Berater. Entsprechende Vorwürfe wurden von Bahlsen jedoch bestritten. Die Polizei bestätigte dem Marketing-Magazin horizont.net, dass Bahlsen Anzeige wegen Diebstahls und Erpressung erstattet habe. Auch im Interview des Magazins mit der für Bahlsen tätigen Kommunikationsagentur bekräftigte Agenturchef Stephan Rebbe, dass der Diebstahl nicht zu Werbezwecken habe genutzt werden können. Zum einen handele es sich um eine justiziable Tat, zum anderen laufe man andernfalls Gefahr, Nachahmer für ähnliche Erpressungsversuche anzuziehen. Ob sich die Täter jedoch strafbar gemacht haben, ist unter Juristen umstritten.
Der Fall wurde mehrfach mit der Entwendung der Plastikfigur Bernd das Brot des Fernsehsenders KI.KA verglichen. Der Leiter des Kriminologischen Forschungsinstituts Niedersachsen, Christian Pfeiffer, vermutete hinter dem Diebstahl eine Wette oder eine Mutprobe. Im Interview mit RTL Television bezeichneten die vorgeblichen Täter den Diebstahl als Spaßaktion. Der Vorfall führte zu einer großen Beliebtheit von Krümelmonsterkostümen während der Faschingssaison 2013.

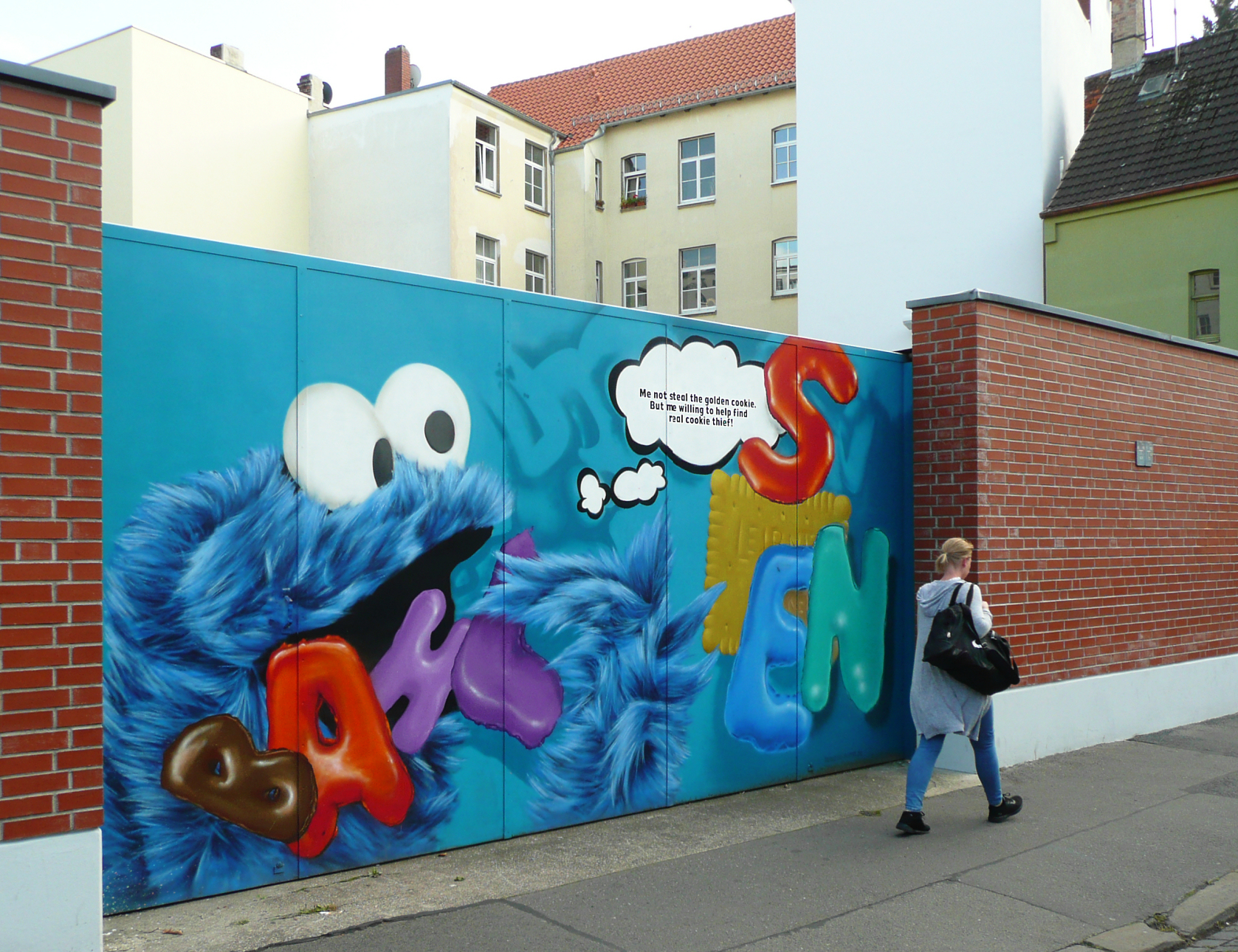
Graffito mit Darstellung des Krümelmonsters und des Leibnizkekses an einem Werkstor von Bahlsen

Vom 26. April 2013 an wurde der Keks als Exponat vier Wochen in der Ausstellung Faszination Nofretete: Hoetger und Ägypten im Niedersächsischen Landesmuseum Hannover ausgestellt, da Bahlsen-Gründer und Erfinder des Leibniz-Kekses Hermann Bahlsen Mäzen des Künstlers Bernhard Hoetger war und in der Ausstellung mehrfach Bezug auf diese Verbindung genommen wurde. In humoristischer Anspielung auf die Entwendung des Kekses wurde dem „Krümelmonster“ die Annäherung an das Exponat verboten. Der Keks, das Wahrzeichen der Firma Bahlsen, kam am 11. Juli 2013 wieder an seinen Standort zurück und wird seitdem technisch überwacht.
2019 ließ Bahlsen auf einem Werkstor ein Graffito mit dem Krümelmonster und dem Leibnizkeks als Anspielung auf den Diebstahl des goldenen Kekses anbringen.

## Rezeption
Die ZDF-Serie Dr. Klein spielte in der Folge Dicke Luft auf den Fall des Leibnizkekses an, der in der Serie als gestohlene Goldbrezel des „Brezelkönigs“ dargestellt wurde, die ebenfalls entwendet wurde.
Auch in der RTL-Serie Schmidt – Chaos auf Rezept wurde in der Folge Hochzeitstag auf das Ereignis Bezug genommen. Um seine Angebetete zu beeindrucken, stiehlt ein als Hamster verkleideter junger Mann das Wahrzeichen und Aushängeschild der Firma Hegel, einen zehn Kilo schweren vergoldeten Keks. Allerdings wird weder ein Keks-Lösegeld gefordert noch erfolgen soziale Wohltaten des Unternehmens – der Keks wird ohne Gegenleistung zurückgegeben.